# Classe Queen Elizabeth (cuirassé)
Pour les autres classes de navires du même nom, voir Classe Queen Elizabeth.
La classe Queen Elizabeth est une classe de cuirassés de la Royal Navy, mis en service avant et pendant la Première Guerre mondiale. Cinq navires sont construits. Ils participent tous aux deux grands conflits mondiaux et un seul d'entre eux, le HMS Barham, sera coulé durant la Seconde Guerre mondiale.

## Conception
Le 1912 Programme prévoit la construction de trois cuirassés et d'un croiseur de bataille. La classe Queen Elizabeth est ainsi prévue pour être une classe de trois navires, basée sur la précédente, la classe Iron Duke. Cependant, les grandes nations maritimes de l'époque, telles le Japon, les États-Unis ou l'Allemagne équipent ou vont équiper leurs cuirassés de canons de calibre 356 mm, alors que les Iron Duke emportent des canons de 13,5 pouces (343 mm). La manufacture de canons Elswick Ordnance Company promet la création d'un canon de 15 pouces (381 mm) en quelques mois. La conception des navires de la classe est alors entièrement revue ; de nouveaux plans sont dessinés dans l'urgence pour des navires de cinq tourelles filant 21 nœuds (39 km/h). Une tourelle est finalement retirée, la puissance de feu restant conséquente malgré cela, et ce retrait permet d'installer des chaudières supplémentaires. Grâce aux accords pétroliers avec l'Iran, l'utilisation de fioul à la place du charbon est adoptée, permettant au navire d'atteindre 24 à 25 nœuds (46 km/h). La classe étant ainsi rangée dans la catégorie « cuirassé rapide », le croiseur de bataille du 1912 Programme est annulé et une quatrième unité est rajoutée à la classe. Les États malais fédérés offrent alors de financer une cinquième unité, qui sera nommée Malaya. Un sixième navire est prévu par le 1914 Programme et nommé Agincourt, mais il est annulé peu après le début de la guerre.

## Caractéristiques
Finalement, les cinq navires de la classe sont munis de huit canons de marine de 15 pouces BL Mark I répartis en quatre tourelles. L'armement secondaire est initialement composé de 16 canons de 6 pouces BL Mk XII, nombre qui sera ramené à 14 après les premiers essais menés avec le Queen Elizabeth, deux des canons étant inutilisables par mauvais temps. 2 canons antiaériens de 3 pouces QF 20 cwt sont installés, ainsi que 4 tubes lance-torpilles. Les machines développent une puissance de 56 000 chevaux qui peut atteindre les 74 000 chevaux à marche forcée, pour des vitesses respectives de 23 et 24 nœuds (44 km/h).
Le blindage de la ceinture principale est épais de 6 à 13 pouces (330 mm), celui des barbettes varie de 4 à 10 pouces (254 mm), celui du château est de 11 pouces (279 mm) et celui des bulbes anti-torpilles varie de 4 à 6 pouces (152 mm). Les tourelles de la batterie principale ont une protection frontale de 13 pouces (330 mm) ; l'arrière et les côtés sont protégés par 11 pouces (279 mm) de blindage et celui du toit est épais de 5 pouces (127 mm).

## Navires
| Nom                 | Pennant number | Chantier                          | Quille          | Lancement        | Service      | Destin,                               |
| ------------------- | -------------- | --------------------------------- | --------------- | ---------------- | ------------ | ------------------------------------- |
| HMS Queen Elizabeth | 00             | Portsmouth Dockyard               | 21 octobre 1912 | 16 octobre 1913  | janvier 1915 | Détruit en 1948                       |
| HMS Warspite        | 03             | Devonport Dockyard                | 31 octobre 1912 | 26 novembre 1913 | mars 1915    | Retiré du service en 1947.            |
| HMS Valiant         | 02             | Fairfield Shipbuilding, Clydebank | 31 janvier 1913 | 4 novembre 1914  | février 1916 | Détruit en 1948                       |
| HMS Barham          | 04             | John Brown & Company, Clydebank   | 24 février 1913 | 31 octobre 1914  | octobre 1915 | Coulé par l'U-331 le 25 novembre 1941 |
| HMS Malaya          | 01             | Armstrong Whitworth, Tyneside     | 20 octobre 1913 | 18 mars 1915     | février 1916 | Détruit en 1948                       |
| HMS Agincourt       |                | Portsmouth Dockyard               | -               | -                | -            | Annulé le 26 août 1914                |

## Histoire
Le Queen Elizabeth est lancé le 16 octobre 1913 et armé en janvier 1915. Il participe à la bataille des Dardanelles et rate la bataille du Jutland. Il rejoint finalement la 5e escadre et devient le navire amiral de Beatty à la tête de la Grand Fleet. La reddition de la Hochseeflotte est signée à son bord le 15 novembre 1918. De 1919 à 1924 le cuirassé est le navire amiral de l'Atlantic Fleet, puis de la Mediterranean Fleet de 1928 à 1939. Le Queen Elizabeth participe ensuite à la Seconde Guerre mondiale : il est gravement endommagé par des torpilles italiennes lors du raid de la rade d'Alexandrie en 1941 et ne reprend le combat qu'en 1943 ; il est désarmé après la fin du conflit.
Le Warspite est lancé le 26 novembre 1913 et armé en mars 1915. Peu après, il entre en collision avec son sister-ship le Barham, mais est réparé à temps pour participer à la bataille du Jutland avec la 5e escadre ; gravement endommagé durant la bataille (il encaisse 29 obus allemands), il en réchappe pour subir de longues réparations à Rosyth. Le navire continue à jouer de malchance, entrant en collision avec le Valiant peu après la fin de celles-ci. Durant la Seconde Guerre mondiale, le Warspite participe à plusieurs batailles en mer Méditerranée avant d'être touché par une bombe à Salerne. Après réparations, il participe aux bombardements côtiers du débarquement de Normandie avant d'être désarmé après la fin de la guerre.
Le Valiant est lancé le 4 novembre 1914 et armé en février 1916. Il rejoint la 5e escadre et participe à la bataille du Jutland sans subir de dommages. Après la guerre, il rejoint l'Atlantic Fleet puis la Mediterranean Fleet avant d'être modernisé. Durant la Seconde Guerre mondiale, il participe à la bataille de Mers el-Kébir avant d'être endommagé lors du raid de la rade d'Alexandrie en 1941. Il participe à plusieurs batailles en Méditerranée avant de rejoindre l'océan Indien. En 1944, il est gravement endommagé lors de l'effondrement d'une forme de radoub, et parvient à rejoindre le Royaume-Uni où il est désarmé après la guerre.
Le Barham est lancé le 31 octobre 1914 et armé en octobre 1915, rejoignant la 5e escadre. Après sa collision avec le Warspite, il est réparé à temps pour participer à la bataille du Jutland ; il participe à la totalité ce celle-ci malgré les dommages subis. Après la fin du 1er conflit mondial, le cuirassé est le navire amiral de la 1re escadre de l'Atlantic Fleet, avant de rejoindre la Mediterranean Fleet. Le Barham est coulé au large de Sollum le 21 novembre 1941 par trois torpilles de l'Unterseeboot 331.
Le Malaya est lancé le 18 mars 1915 et armé en février 1916, rejoignant lui aussi la 5e escadre. Il participe à la bataille du Jutland, encaissant plusieurs obus allemands qui détruisent une de ses tourelles et tuent près d'une centaine de marins. Après la guerre, il participe aux célébrations de paix à Cherbourg, puis fait une visite de courtoisie à la Malaisie, qui l'a financé. Après un passage par l'Atlantic Fleet, le navire rejoint la Mediterranean Fleet. Touché par l'Unterseeboot 106 en 1941, il escorte ensuite plusieurs convois en Atlantique après avoir subi des réparations ; comme ses compagnons de classe, il est désarmé après la fin de la Seconde Guerre mondiale.